# Дзержински
Дзержински (рус. Дзержинский) град је у Русији у Московској области. Према попису становништва из 2010. у граду је живело 47163 становника.

## Становништво
| 1939.  | 1959.  | 1970.  | 1979.  | 1989.  | 2002.  | 2010.  |
| ------ | ------ | ------ | ------ | ------ | ------ | ------ |
| 11.300 | 15.354 | 23.873 | 30.808 | 36.108 | 41.488 | 47.163 |

## Градови побратими
- Мармарис
- Берковица
- Монтана
- Красноперекопск
- Малојарославец
- Иваново
- Гус-Хрустални
- Озјори
- Солигалич
- Алексин
- Гупкин
- Беломорск